# Parc Nacional de Yoshino-Kumano
El parc nacional Yoshino-Kumano (en japonès : 吉野熊野国立公園 Yoshino Kumano Kokuritsu Kōen) és un parc nacional que comprèn diverses àrees no contigües entre elles les prefectures de Mie, Nara, i Wakayama, en el país asiàtic del Japó.

## Descripció

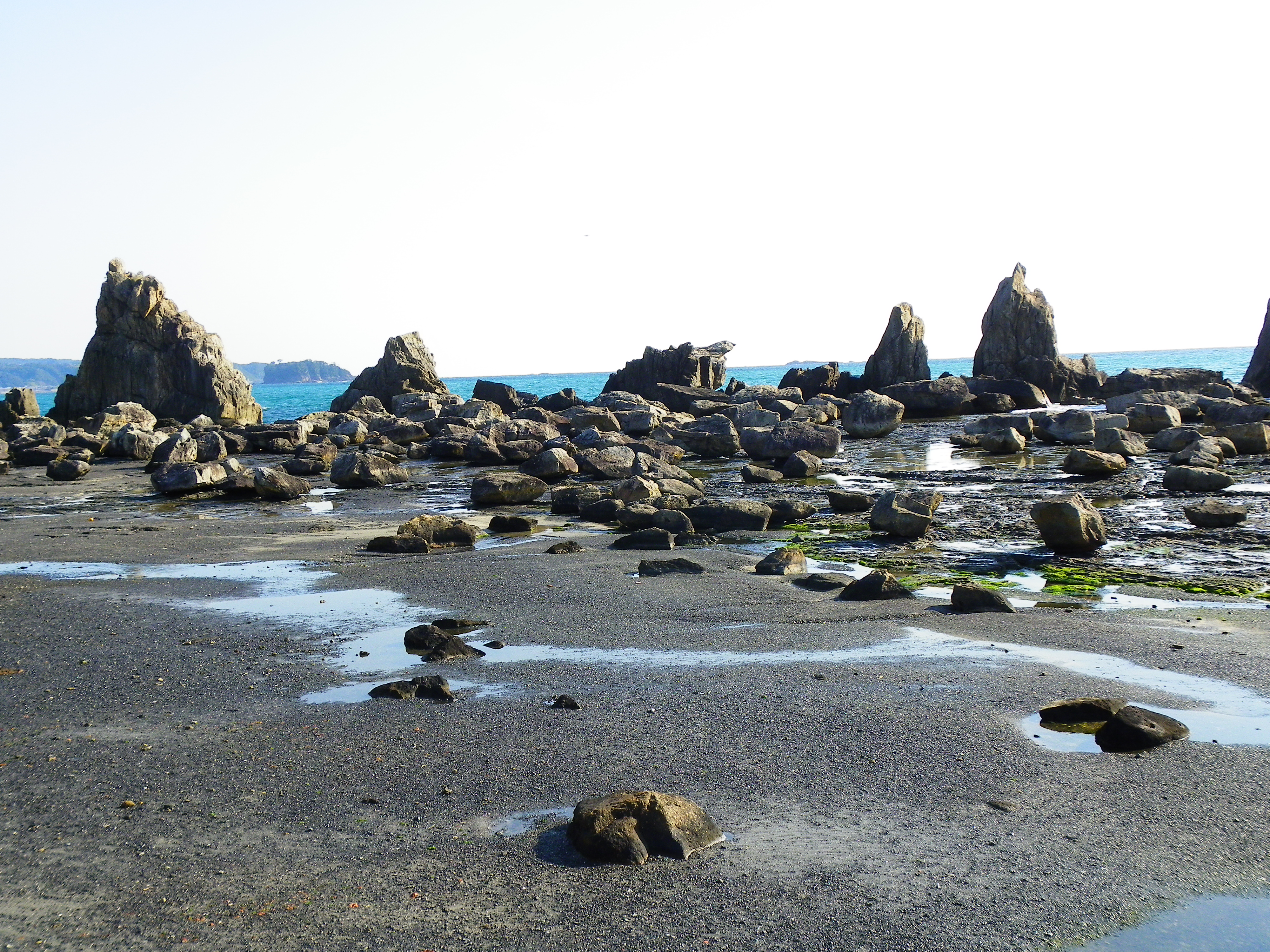
Vista del parc

Establert el 1936, el parc inclou la muntanya Yoshino, famós per les seves flors de cirerers, així com per elements dels Llocs Patrimoni de la Humanitat i rutes de peregrinació de les Muntanyes Kii.
Cal destacar els llocs d'interès com la Fallta de Dorokyō, Kumano Hongu Taisha, el Parc Marí Kushimoto, la Muntanya Ōdaigahara, la Muntanya Omine, la Muntanya Yoshino, i les cataractes de Nachi.

## Llocs
Els llocs d'interès notables inclouen el congost de Dorokyō, Kumano Hongū Taisha, el parc marí de Kushimoto, el mont Ōdaigahara, el mont Ōmine, el mont Yoshino i les cascades Nachi.

## Municipis
El parc travessa les fronteres de cinc ciutats, set pobles i sis pobles a les tres prefectures següents:
- Mie : Kihō, Kumano, Mihama, Ōdai, Owase
- Nara : Gojō, Kamikitayama, Kawakami, Shimokitayama, Tenkawa, Totsukawa, Yoshino
- Wakayama : Kitayama, Kushimoto, Nachikatsuura, Shingū, Taiji, Tanabe